# Mpumalanga
Mpumalanga er en provins i den østlige del af Sydafrika med et areal på 76.495 km² og 4,3 millioner indbyggere (2015). Den grænser i nord til Limpopoprovinsen, i vest til Fristatprovinsen og Gauteng, i syd til KwaZulu-Natal, samt i øst til Swaziland og Moçambique. Hovedstad er Nelspruit; andre vigtige byer er Barberton og Piet Retief. Mpumalanga indgik frem til 1994 i Transvaalprovinsen.
Størstedelen af Mpumalanga består, udover lavlandet i øst med subtropisk klima, af en græsbeklædt højslette med fastlandsklima. Siswati er det vigtigste sprog. Der er både minedrift og industri og stor produktion af citrusfrugt. Der er flere store nationalparker i Mpumalanga, hvilket giver en del turisme; mest kendt er Kruger Nationalpark.
26°S 30°Ø / 26°S 30°Ø